# Evelyn Cameron

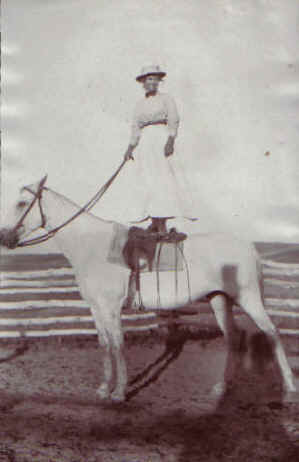
Evelyn Cameron, auf dem Rücken eines Schimmels stehend, 1910er Jahre

Evelyn Cameron (* 26. August 1868 in Furzedown Park bei Streatham, England; † 26. Dezember 1928 in Terry, Montana) war eine aus Großbritannien stammende, US-amerikanische Fotografin und Tagebuchschreiberin, die ab den späten 1890er Jahren bis in die 1920er Jahre hinein ihr Leben als Pionierin in der Nähe von Terry, Montana, in Bild und Text dokumentierte. Bekannt geworden ist sie – erst nach ihrem Tod – vor allem durch ihre Fotografien, die das Leben weißer Siedler in Ost-Montana darstellen.

## Leben
Evelyn Jephson Flower wurde in eine wohlhabende Kaufmannsfamilie in Furze Down, südlich von London, geboren. Sie war das achte Kind aus der zweiten Ehe ihres Vaters, Phillip William Flower, mit Elizabeth Jephson. Evelyn hatte drei überlebende ältere Brüder (darunter Percy und Alec) und eine ältere Schwester. Dass ihr Vater als Kaufmann erfolgreich war, sicherte der Familie einen Platz in der Oberschicht der britischen Gesellschaft. Evelyn Flower erhielt die für „höhere Töchter“ damals übliche Ausbildung; sie sprach Italienisch, Deutsch und Französisch. Sie und ihre Schwester Hilda wurden zu Hause von einer französischen Gouvernante erzogen, und dank der Tätigkeit ihrer Mutter als Komponistin erhielten sie auch eine musikalische Ausbildung. Evelyns Halbbruder Cyril Flower (1843–1907) wurde im Jahr 1892 Lord Battersea.
Evelyn Flowers späterer Ehemann Ewen Somerled Cameron (1854–1915), erster Sohn von Reverend Allan Gordon Cameron, war ein Schotte, der auf den Orkney-Inseln lebte und sich vor allem der Ornithologie, der Jagd und dem Reitsport widmete. Er war ein Freund der Familie Flowers und Jagdgefährte von Evelyns ältestem Bruder, Percy Flower. Seine Familie war adelig, aber wirtschaftlich verarmt.
Ewen Somerled Cameron war mehr als zehn Jahre älter als Evelyn und zudem seit Januar 1881 mit der amerikanischen Opernsängerin Julia A. Wheelock (Giulia Vlada) verheiratet. Ihre Ehe wurde durch den Court of Session in Edinburgh am 17. Oktober 1889 annulliert.
Ewen Cameron und Evelyn Flowers unternahmen ihre erste Reise nach Montana im Jahr 1889. Sie erreichten New York City im September 1889, kurz nach Evelyns einundzwanzigstem Geburtstag, und einen Monat vor der Auflösung von Ewen Camerons Ehe mit Julia A. Wheelock. Evelyns Familie missbilligte ihre Reise nach Amerika mit einem verheirateten Mann; aber dadurch, dass Evelyn eine größere Geldsumme von ihrem schon 1871 oder 1872 verstorbenen Vater Phillip William Flower geerbt hatte, war sie finanziell unabhängig von ihrer Herkunftsfamilie.
Auf den Spuren von Evelyns Bruder Percy, der westlich von Miles City (Montana) gejagt hatte, ging das Paar vom 1. November 1889 bis zum 1. August 1890 entlang des Yellowstone River auf Jagd. Ewen Cameron und Evelyn Flowers heirateten wahrscheinlich im Herbst 1889. Ihre zehnmonatige Jagdreise betrachtete Evelyn als ihre Flitterwochen.
Im November 1889 wurde Montana ein Bundesstaat der USA.

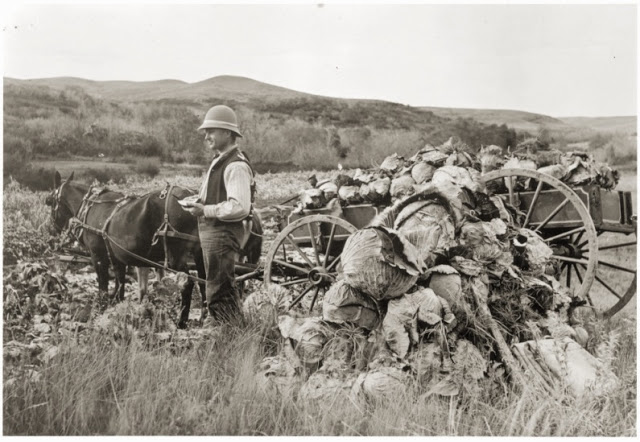
Alec Flower bei der Kohl-Ernte in Montana, 1898, Fotografie seiner Schwester Evelyn Cameron

Nachdem das Paar nach Großbritannien zurückgereist war, um ihre Habe zu holen, wanderten die Camerons schließlich im September 1891 in Begleitung von Evelyns Bruder Alec nach Montana aus und gründeten dort ihre erste Ranch. Im Laufe der Jahre lebten die Camerons auf drei verschiedene Ranches in der Gegend um Terry, Montana. Sie versuchten sich zunächst in der Aufzucht von Polo-Ponys und der Rinderzucht. Der Aufbau einer eigenen Ranch wurde durch eine Erkrankung Ewen Camerons und eine einjährige Rückkehr nach Großbritannien vom Sommer 1900 bis 1901 unterbrochen.
Da die Polo-Pony-Zucht wirtschaftlich keinen Erfolg hatte und ihr ererbtes Vermögen mittlerweile deutlich geschrumpft war, erschloss Evelyn Cameron andere Erwerbsquellen: Sie baute Gemüse an und vermietete Wohnraum. Bald begann sie auch, durch ihre Fotografie Einnahmen zu erzielen.
Die Technik des Fotografierens lernte Evelyn etwa 1894 durch einen Mitbewohner auf ihrer Ranch: ein Ire namens Mr. Adams unterwies Evelyn in den Grundlagen der Glasplattenfotografie. Ihm folgte ein Brite namens Mr. Colley, der Evelyn dabei unterstützte, ihre Fototechnik zu verfeinern, indem er mit ihr verschiedene Verschlusszeiten und Entwicklungsmethoden erprobte. Im Juli 1894 kaufte Ewen ihre erste Kamera. Schon bald wurde Evelyn angefragt, um zum Beispiel bei öffentlichen Versammlungen und Hochzeiten zu fotografieren, sowie Familienporträts und – auf Bitten ihres Mannes – Wildtiere aufzunehmen. In einem Artikel mit dem Titel „Sheep in Montana“ (Schafe in Montana) aus dem Jahr 1905, den sie für The Breeder's Gazette in Chicago schrieb und der ihre Fotografien von umliegenden Schafsfarmen enthielt, wurde sie als Autorin und Fotografin namentlich genannt.
Etwa 1893 begann Evelyn Cameron mit dem Tagebuchschreiben und setzte es in den nächsten etwa 35 Jahren bis zu ihrem Tode fort.
Im Jahr 1914 erkrankte Ewen an einen Gehirntumor und musste zur Behandlung nach Pasadena (Kalifornien). Er starb 1915 und wurde in Kalifornien beerdigt.
Nach dem Tod ihres Mannes lebte Evelyn allein auf ihrer Ranch. Am 9. April 1918 erhielt Evelyn Cameron die US-amerikanische Staatsbürgerschaft und nahm im November 1918 erstmals an Wahlen teil.
Evelyn Cameron war 60 Jahre alt, als sie am 26. Dezember 1928 starb. Sie war zuvor erfolgreich wegen einer Blinddarmentzündung operiert worden, als sie überraschend an einem Herzinfarkt starb. Sie wurde in Terry, Montana, beerdigt.
Evelyn Cameron erlangte größere Bekanntheit erst lange nach ihrem Tod, in den späten 1970er Jahren, vor allem durch die Arbeit von Donna Lucey, einer ehemaligen Redakteurin von Time-Life-Büchern. Lucey entdeckte tausende von Camerons Abzügen und Negativen, zusammen mit ihren Tagebüchern und Briefen, die 36 Jahre ihres Pionierinnenlebens abdeckten, im Keller des Hauses von Camerons Freundin, Janet Williams. Nach intensivem Studium der Fotos und Dokumente schrieb Lucey eine Biografie (Photographing Montana 1894–1928: The Life and Work of Evelyn Cameron), in der mehr als 170 Bilder von Cameron reproduziert werden.
Der Großteil ihrer Fotografien werden heute in der Montana Historical Society in Helena, Montana, aufbewahrt. Einige Abzüge und Gegenstände aus Camerons Besitz sind auch im Evelyn-Cameron-Museum in Terry, Montana, ausgestellt.